# Мовсесьян, Андрей Николаевич
Андре́й Никола́евич Мовсесья́н (арм. Անդրեյ Նիկոլայի Մովսեսյան; 27 октября 1975, Москва, РСФСР, СССР) — российский и армянский футболист, полузащитник, скаут.

## Карьера

### Клубная
Воспитанник СДЮШОР «Спартак», в 1992—1996 играл за дубль команды в третьей лиге
Мовсесьян добился ухода из «Спартака» летом 1996 года:
«Когда Романцев готовил сборную к Евро, я обратился в КДК с просьбой расторгнуть контракт из-за невыполнения условий (мне не дали обещанную однокомнатную квартиру). Никто из «Спартака» на заседания КДК не пришел, и Толстых задал мне только один вопрос: «А если завтра получишь квартиру, останешься в «Спартаке»?» — «Да дело не в квартире. Я играть хочу, а мне не дают». Абсолютно не жалею, что ушел в ЦСКА. «Спартак» не много потерял, а я уже во втором матче за ЦСКА, против исландского «Акранеса», сделал дубль. У меня сумасшедшая статистика в еврокубках: один матч, два гола.»
В составе ЦСКА сыграл два матча в розыгрыше Кубка УЕФА 1996/97.
Впоследствии играл за различные клубы высшего (1996—1997, 2000—2006), первого и второго дивизионов.
В 2009—2010 годах — игрок клуба второго дивизиона «Авангард» Подольск.
Всего в высшем дивизионе провел 142 игры, забил 20 мячей.
После завершения карьеры устраивался в селекционный отдел «Спартака», но не был принят и пошёл в ЦСКА.

### В сборной
Играл за молодёжную сборную России, за сборную Армении провёл 18 матчей, забил 2 мяча.

## Достижения
- Серебряный призёр Первого дивизиона: 2007
- Серебряный призёр зоны «Центр» Второго дивизиона: 2009